# Bourbon-Condé

Znak knížat de Condé mezi lety 1546–1588

Znak knížat de Condé a vévodů bourbonských mezi lety 1588–1830

Knížata de Condé, princové královské krve a francouzští pairové, je větev francouzského panovnického rodu Bourbonů a tedy součást dynastie Kapetovců.
V dalších generacích rodu se ustálila titulatura: titul knížete de Condé náležel hlavě rodu, jeho následník byl titulován jako vévoda d'Enghien a také se oddělil pobočný rod knížat „de Conti“.

## Nejvýznamnější členové
Vzhledem ke svému původu byli všichni členové rodu významnými postavami života ve Francii za vlády bourbonské dynastie, přesto však mezi nimi svými osudy někteří vyčnívají.
- Ludvík I. – zakladatel rodu, ale i vůdce hugenotské strany ve Francii za náboženských válek.

- Jindřich I. Burbonský (de Bourbon), druhý kníže (princ) de Condé (La Ferté-sous-Jouarre, 1552 – Saint-Jean-d'Angély, 1588) syn předešlého (a tedy bratranec francouzského krále Jindřicha IV.) byl ochráncem protestantů v průběhu francouzských náboženských válek. Jeho protestantská víra byla militantní a vedl četné válečné kampaně proti královským jednotkám. Byl rivalem svého bratrance Jindřicha tehdy jen krále III. Navarrského.

- Ludvík II. – označovaný jako Velký Condé, vojevůdce za třicetileté války a vítěz bitvy u Rocroi v roce 1643.

- Ludvík Antonín Jindřich – poslední vévoda d'Enghien. V roce 1804 oběť únosu a justiční vraždy z nařízení Napoleona Bonaparta. Byl posledním mužským výhonkem svého rodu; po smrti jeho otce v roce 1830 rod vymřel po meči.